# Arnaud de la Croix
Arnaud de la Croix (Brussel, 7 september 1959) is een Belgische schrijver en stripscenarist. 

## Carrière
De la Croix studeerde filosofie aan de Katholieke Universiteit Leuven. Hij was achtereenvolgens (hoofd)redacteur bij de uitgeverijen Le Cri (1983-1987), Duculot, Casterman (vanaf 1993) en Le Lombard. In de periode 2010-2011 was hij hoofdredacteur bij Dargaud-Lombard-Dupuis.
Daarnaast schreef De la Croix menig boek over de middeleeuwen en de Tweede Wereldoorlog. Zo publiceerde hij in 2014 een boek over Adolf Hitler en de vrijmetselarij, dat - net als veel van zijn boeken - werd vertaald onder andere in het Nederlands (Hitler en de vrijmetselarij).
In 2007 schreef De la Croix het scenario voor het album Blueberry, une légende de l'ouest in de reeks Blueberry getekend door Jean-Michel Charlier.
In 2018 verzorgde De la Croix de teksten voor het album Les chemins de Compostelle in de educatieve stripreeks De reizen van Tristan dat door Yves Plateau getekend werd. Dit album werd niet naar het Nederlands vertaald.
In 2019 schreef De la Croix samen met Hugues Payen het scenario voor het eerste album in de reeks Bruxelles. 
In 2020 volgde het scenario voor een one-shot getiteld La franc-maçonnerie dévoilée getekend door Philippe  Bercovici.
- Bibsys: 99015457
- Biblioteca Nacional de España: XX1225663
- Bibliothèque nationale de France: cb12046393c (data)
- CiNii: DA04639446
- Gemeinsame Normdatei: 124596053
- International Standard Name Identifier: 0000 0000 8120 2210
- Library of Congress Control Number: n86130138
- Bibliotheek van het Japanse parlement: 00896787
- Nationale Bibliotheek van Israël: 987007264039905171
- Nederlandse Thesaurus van Auteursnamen: 074052799
- Réseau des bibliothèques de Suisse occidentale: 02-A024421887
- Système universitaire de documentation: 028677978
- Virtual International Authority File: 41858549
- WorldCat: E39PBJcgrCFtrXpBCpWQByg7pP